# Hipódromo da Tablada
O Hipódromo da Tablada é um hipódromo do Rio Grande do Sul, localizado na cidade de Pelotas, no bairro Três Vendas. É a sede das corridas de cavalo do Jockey Club de Pelotas, ocupando uma área total de 28 hectares. Reconhecido pelo Município como integrante do Patrimônio Histórico e Cultural de Pelotas e suas pistas internas e externas são declaradas como zona de preservação de recursos naturais (Lei 4740/01).
No dia 19 de setembro de 1933 foi lançada a pedra fundamental do pavilhão  do Hipódromo da Tablada e após isso foram demarcadas as pistas e feito o nivelamento do terreno, dando-se início a obra do hipódromo. Até 1934 foram realizadas as carreiras rasas. Após 1934 foi concluído o pavilhão central e implantados os páreos clássicos. A edificação de sua antiga sede social ocorreu em 1935.

## Detalhes da Pista
A pista é de areia (dirt). Tem 1 650 metros de volta fechada e 22 metros de largura, uma das maiores em perímetro do interior do país.

## Dias de corrida
As corridas ocorrem às tardes de domingo, com quatro páreos. Anualmente ocorre o Grande Prêmio Princesa do Sul, tradicional evento do turfe do estado do Rio Grande do Sul.